# König-Brauerei
La König-Brauerei est une brasserie de Duisbourg.

## Histoire
Theodor König fonde la brasserie en 1858 dans la commune rurale de Beeck, qui à l'époque n'est pas un quartier de Duisbourg. La première production annuelle de la brasserie König est de 206 hectolitres. Avec le début de l'industrialisation dans la région de la Ruhr au XIXe siècle, la brasserie se développe. Au tournant du siècle, la production est déjà de 50 000 hl. En 1899, la société est transformée en société anonyme. Le capital social est de 1,4 million de marks vers 1914 et est en grande partie entre les mains de la famille König.
La marque König Pilsener apparaît pour la première fois en 1911. La bière, autrefois connue pour son amertume houblonnée, est encore affinée dans sa recette et de plus en plus adaptée aux goûts de masse. La Première Guerre mondiale et les conditions économiquement et politiquement instables de la République de Weimar font des ravages sur la brasserie König. Néanmoins, la brasserie vend déjà son produit phare la König Pilsener en dehors de la grande région de Duisbourg dans les années 1920.
Pendant la Seconde Guerre mondiale, la brasserie est presque entièrement détruite lors d'un bombardement en novembre 1944. Après la fin de la guerre, l'entreprise commence à reconstruire et à construire l'une des installations de brassage les plus modernes de l'époque.
À partir de 1950, König Pilsener est établie en tant que marque de bière nationale et en 1980-1981 prend la tête du marché de la pils et parmi les brasseries privées. En 2000, la famille propriétaire vend König-Brauerei à la Holsten-Brauerei. Le groupe Holsten vend au groupe brassicole danois Carlsberg en 2004, qui l'éclate et vend König-Brauerei à Bitburger Holding. König-Brauerei fait partie de la Bitburger Braugruppe depuis 2007 et est commercialisée dans une grande partie de l'Allemagne.
En 2016, König-Brauerei lance la marque spécialisée Th. König Brauwerke puis la König Rotbier en mars 2019.

## Production
La König Pilsener est une bière de fermentation basse avec une teneur en alcool de 4,9 % en volume et une densité primitive de moût de 11,5 %.
La Th. König Zwickl est une Zwickelbier avec une teneur en alcool de 5,3 % en volume et une densité primitive de moût de 12,8 %.
La König Pilsener Alkoholfrei est une bière de fermentation basse avec une densité primitive de moût de 12,5 %. La teneur en alcool est inférieure à 0,5% en volume. La König Pilsener Alkoholfrei est vendue sous la marque Kelts jusqu'en 2005.
La König Alt, une variante de l'Altbier brassée dans les années 1970, fut abandonnée. Les König Export, König Rotbier, König Leichtes Radler et la bière maltée König Malz n'appartiennent plus non plus au portefeuille de produits.

## Publicité
La König-Brauerei avec sa marque König Pilsener est l'une des pionnières de la publicité allemande sur la bière. C'est la première brasserie allemande à lancer des campagnes publicitaires nationales dans les années 1950. König Pilsener est plus tard annoncé avec beaucoup d'efforts à la télévision allemande, par exemple avec la campagne König-Treuen dans les années 1960 et 1970 avec Hermann Josef Abs et Maria Schell.
De 2005 à 2010, König Pilsener fait de la publicité avec le slogan Le roi des bières. Sous cette devise, la campagne présente des célébrités de différents horizons. Til Schweiger, Boris Becker, Charles Schumann et Dieter Müller sont des ambassadeurs de la marque. En 2011, des spots sont produits avec le slogan Aujourd'hui un roi, dont des motifs publicitaires sont également dérivés. À l'automne 2016, le slogan est Et maintenant un roi.
La campagne actuelle de König Pilsener débute en juillet 2017. Dans le même temps, König Pilsener renouvelle toute l'image de marque et réintroduit l'ancre dans le logo présente de 1911 à 2003.
Dans la région Rhin-Ruhr, la König-Brauerei soutient de nombreux événements à grande échelle avec sa marque König Pilsener, tels que Bochum Total, le Haldern POP Festival, le Stadtwerke Sommerkino Duisburg et le Traumzeit-Festival. En outre, König Pilsener soutient des clubs au niveau régional et détient, par exemple, les droits de dénomination de la courbe nord ("König Pilsener Fan Curve") du stade de football MSV Duisbourg. De plus, König Pilsener est partenaire du SC Rot-Weiss Oberhausen et partenaire de l'équipe féminine de football de Bundesliga MSV Duisbourg. À partir de la saison de Bundesliga 2015-2016, König Pilsener remplace l'ancien sponsor de la bière du Hambourg SV, Holsten Pilsener, après 75 ans.
En plus des activités de football, König Pilsener est également sponsor des clubs de hockey sur glace EV Duisbourg et des ESC Moskitos Essen. La marque donne son nom au stade d'Oberhausen et au Königpalast à Krefeld jusqu'à fin 2021.